# Coppa di Romania (pallavolo femminile)
La Coppa di Romania è una competizione pallavolistica per squadre di club rumene femminili, organizzata con cadenza annuale dalla FRV.

## Edizioni
| Edizione         | Edizione          | Podio           | Podio         | Podio           |
| Anno             | Sede della finale | Campione        | Risultato     | Finalista       |
| ---------------- | ----------------- | --------------- | ------------- | --------------- |
| 2006-07 Dettagli | -                 | Metal Galați    | -             | -               |
| 2007-08 Dettagli | -                 | Metal Galați    | 3 - 0         | Știința Bacău   |
| 2008-09 Dettagli | -                 | Metal Galați    | 3 - 0         | Dinamo Bucarest |
| 2009-10 Dettagli | -                 | Dinamo Bucarest | 3 - 0         | Tomis Constanța |
| 2010-11 Dettagli | Chiajna           | Tomis Constanța | 3 - 0         | Știința Bacău   |
| 2011-12 Dettagli | Piatra Neamț      | Dinamo Bucarest | 3 - 0         | Tomis Constanța |
| 2012-13 Dettagli | Craiova           | Știința Bacău   | 3 - 2         | Dinamo Bucarest |
| 2013-14 Dettagli | Costanza          | Știința Bacău   | 3 - 2         | Dinamo Bucarest |
| 2014-15 Dettagli | Brașov            | Știința Bacău   | 3 - 0         | Dinamo Bucarest |
| 2015-16 Dettagli | Piatra Neamț      | Târgoviște      | 3 - 0         | CSM Bucarest    |
| 2016-17 Dettagli | Piatra Neamț      | Alba-Blaj       | 3 - 0         | Știința Bacău   |
| 2017-18 Dettagli | Bacău             | CSM Bucarest    | 3 - 1         | Alba-Blaj       |
| 2018-19 Dettagli | Alexandria        | Alba-Blaj       | 3 - 1         | CSM Bucarest    |
| 2019-20 Dettagli | -                 | Non assegnata   | Non assegnata | Non assegnata   |
| 2020-21 Dettagli | Cluj-Napoca       | Alba-Blaj       | 3 - 0         | Dinamo Bucarest |
| 2021-22 Dettagli | Mioveni           | Alba-Blaj       | 3 - 1         | Târgoviște      |
| 2022-23 Dettagli | Mioveni           | Lugoj           | 3 - 1         | Târgoviște      |
| 2023-24 Dettagli | Mioveni           | Târgoviște      | 3 - 2         | Rapid Bucarest  |
| 2024-25 Dettagli | Blaj              | Alba-Blaj       | 3 - 1         | Voluntari       |

## Palmarès
| Squadra         | Titolo | Edizione                                    |
| --------------- | ------ | ------------------------------------------- |
| Alba-Blaj       | 5      | 2016-17, 2018-19, 2020-21, 2021-22, 2024-25 |
| Metal Galați    | 3      | 2006-07, 2007-08, 2008-09                   |
| Știința Bacău   | 3      | 2012-13, 2013-14, 2014-15                   |
| Dinamo Bucarest | 2      | 2009-10, 2011-12                            |
| Târgoviște      | 2      | 2015-16, 2023-24                            |
| Tomis Constanța | 1      | 2010-11                                     |
| CSM Bucarest    | 1      | 2017-18                                     |
| Lugoj           | 1      | 2022-23                                     |